# Коцел

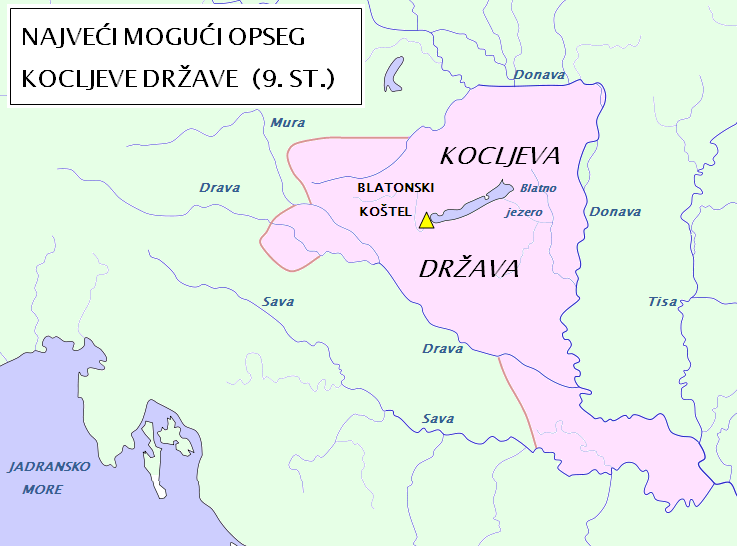
Княжество Нижняя Паннония при правлении Коцела

Коцел (Коцель; серб. Коцељ, словац. Koceľ, словен. Kocelj; 833—876) — князь Блатенского княжества, сын Прибины и его баварской жены. 
Получил баварское имя Gozil (Chozil), которое звучало в славянском варианте как «Коцел». 
После смерти отца около 861 года стал князем, до этого (с 850 года) был графом Блатенского графства, части Блатенского княжества. В 867 году принял в Блатнограде Кирилла и Мефодия, которые обучили в Блатнограде 50 учеников.
Погиб в 876 году во время похода в Хорватию. Княжество после его смерти досталось правителю Восточно-Франкского королевства Арнульфу Каринтийскому.